# Chuck Norris
Carlos Ray Norris (Ryan, Oklahoma; 10 de marzo de 1940), conocido artísticamente como Chuck Norris, es un actor estadounidense, campeón mundial de Karate Do en 1978, exmilitar y fundador de una asociación de su propio arte marcial.

## Biografía

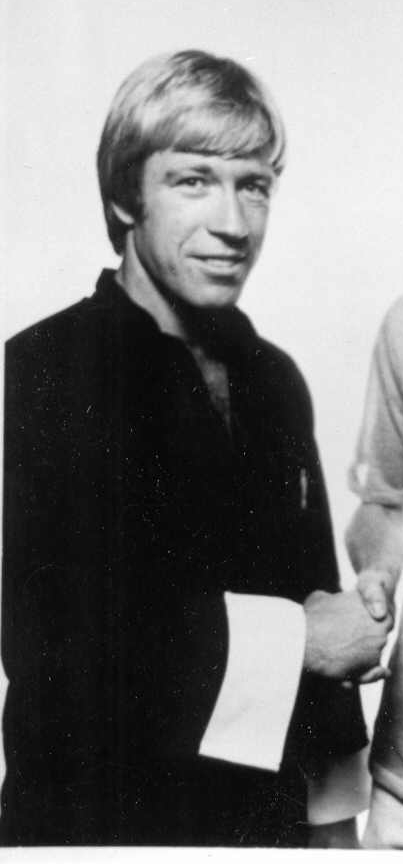
Chuck Norris en 1976.

Norris nació en Ryan, Oklahoma; el 10 de marzo de 1940, hijo de Ray Norris y de Wilma Scarberry. Norris ha declarado que tiene raíces irlandesas y cheroquis. Su nombre lo tiene en honor al ministro de su padre, Carlos Berry. Tiene dos hermanos más jóvenes, Wieland (1943-1970; muerto en Vietnam) y Aaron (1951-, productor de Hollywood). Cuando Norris tenía dieciséis años, sus padres se divorciaron; se trasladó más tarde con su madre y hermanos a Prairie Village, Kansas, y luego a Torrance, California.
Se unió a la Fuerza Aérea de los Estados Unidos como policía militar (AP) en 1958, y fue enviado a la Base Aérea Osan, Corea del Sur; fue allí donde Norris adquirió el apodo de «Chuck» y comenzó su formación en las artes marciales Taekwondo, Tang Soo Do, coreanas, judo japonés y algo de hapkido. Cuando regresó a los Estados Unidos, continuó sirviendo como guardia en la Base de la Reserva Aérea March Joint, ubicada en California. Se licenció en agosto de 1962.
A su regreso a los Estados Unidos comenzó a practicar boxeo, karate, y participó en numerosas competiciones de karate deportivo, años después practicó jiu-jitsu brasileño, el sistema de lucha brasileño que enfatiza las técnicas de suelo.
Trabajó asimismo para la compañía aeronáutica Northrop y posteriormente abrió una exitosa escuela de lo que en ese entonces se conocía como "karate coreano", y también una escuela de exhibición en Boulevard Hawthorne, Torrance.
Dentro del conjunto de películas en las que actuó cabe recordar la protagonizada junto a Bruce Lee, El Furor del Dragón, donde al final se enfrenta en un combate épico a Tang Lung (Bruce Lee) en el Coliseo de Roma, siendo derrotado. Este film dio a Norris notoriedad en el ambiente cinematográfico que supo explotar proyectándose en el celuloide.
Después de ese filme, Norris actuó en diversas películas de acción, la mayoría de ellas interpretando papeles de héroe, en donde ha mostrado sus habilidades marciales. En opinión de la revista Variety, "action more than acting characterizes Norris performances" ("acción más que actuación es lo que caracteriza las puestas en escena de Norris"). El estilo actoral de Norris con que reviste sus encarnaciones es eficaz, sobrio, pero de versatilidad muy limitada.
Es sobre todo famoso por protagonizar la serie de televisión Walker, Texas Ranger desde 1993 hasta 2001. Norris interpretaba al Ranger de Texas Cordell Walker, un policía tejano duro que defendía a toda costa los buenos valores, así como también la ley y la justicia. En esta serie lo acompañaban Clarence Gilyard Jr. (James Trivette), Noble Willingham (C.D. Parker) y Sheree J. Wilson (Alex Cahill).
En agosto de 2017, sufrió dos infartos de los que logró recuperarse.

## Chun Kuk Do

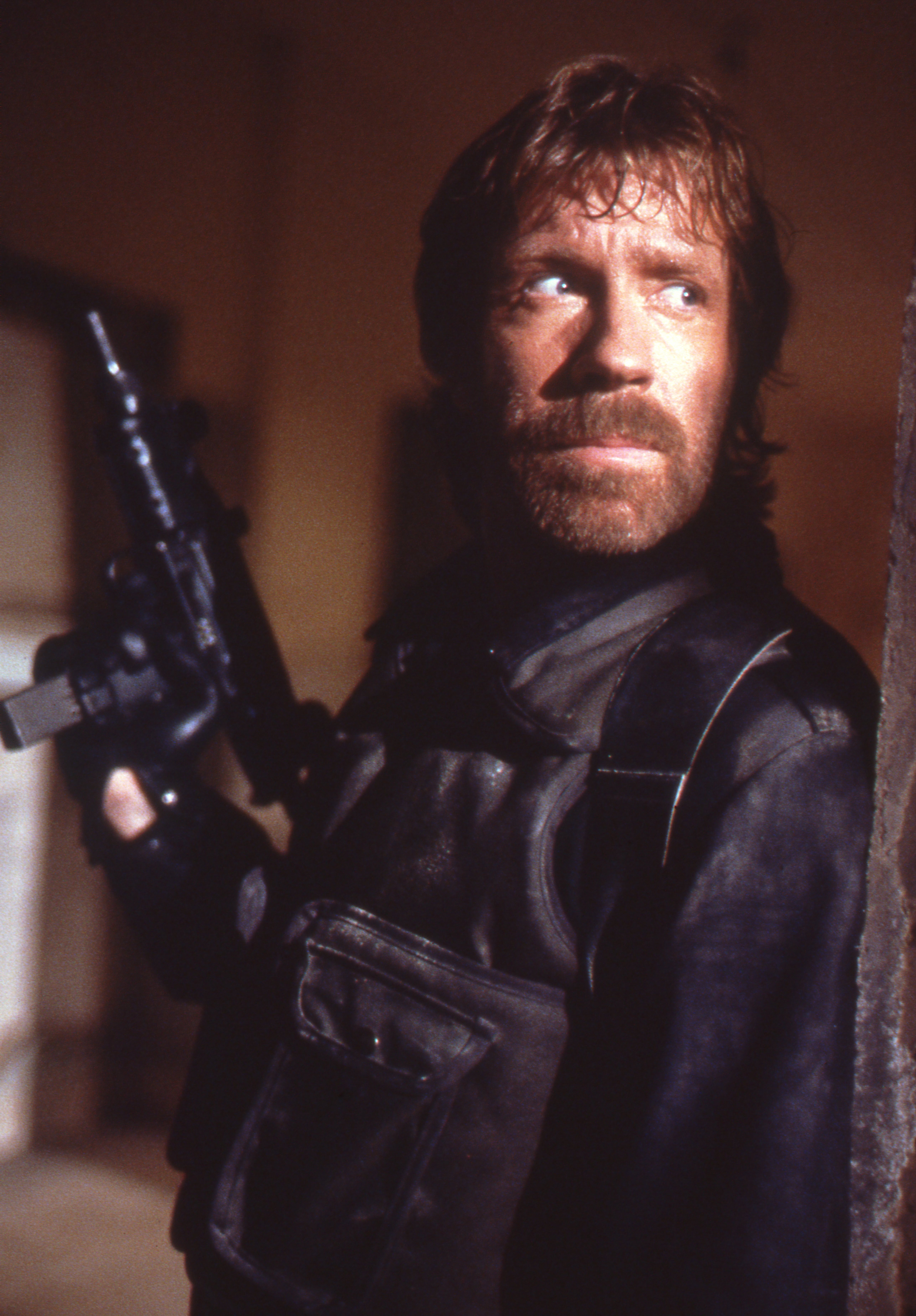
Norris en la película Delta Force.

Chuck Norris creó el arte marcial llamado Chun Kuk Do, el cual está basado principalmente en Tang Soo Do e incluye elementos de varias de las artes marciales que Chuck Norris practicó. Como en las artes marciales tradicionales, el Chun Kuk Do incluye un código de honor y unas reglas de vida. Estas reglas pertenecen al código personal de Chuck Norris y son las siguientes:
1. Desarrollaré mi potencial al máximo posible en todas las perspectivas de mi vida.
2. Olvidaré los errores del pasado y me concentraré en los grandes triunfos del presente.
3. Me mantendré siempre en un pensamiento positivo y trataré de transmitir este a todas las personas que conozca.
4. Trataré continuamente de desarrollar el amor, la alegría y la lealtad en mi familia y comprenderé que ningún otro logro puede compensar los fallos en el hogar.
5. Buscaré lo mejor de todas las personas y les haré sentir que valen la pena.
6. Si no tengo nada bueno que decir sobre una persona, no diré nada.
7. Emplearé tanto tiempo en mejorar mi persona que no tendré tiempo de criticar a los demás.
8. Seré siempre tan entusiasta con los logros de otras personas como con los míos propios.
9. Mantendré una actitud de tolerancia hacia las personas que tienen un punto de vista diferente del mío, mientras me mantengo firme respecto a lo que personalmente creo verdadero y honesto.
10. Mantendré respeto hacia las autoridades y lo demostraré todo el tiempo.
11. Me mantendré siempre leal a Dios, mi país, mi familia y a mis amigos.
12. Me mantendré siempre altamente orientado durante toda mi vida con una actitud positiva a ayudar a mi familia, mi país y mi persona.

## Leyenda humorística

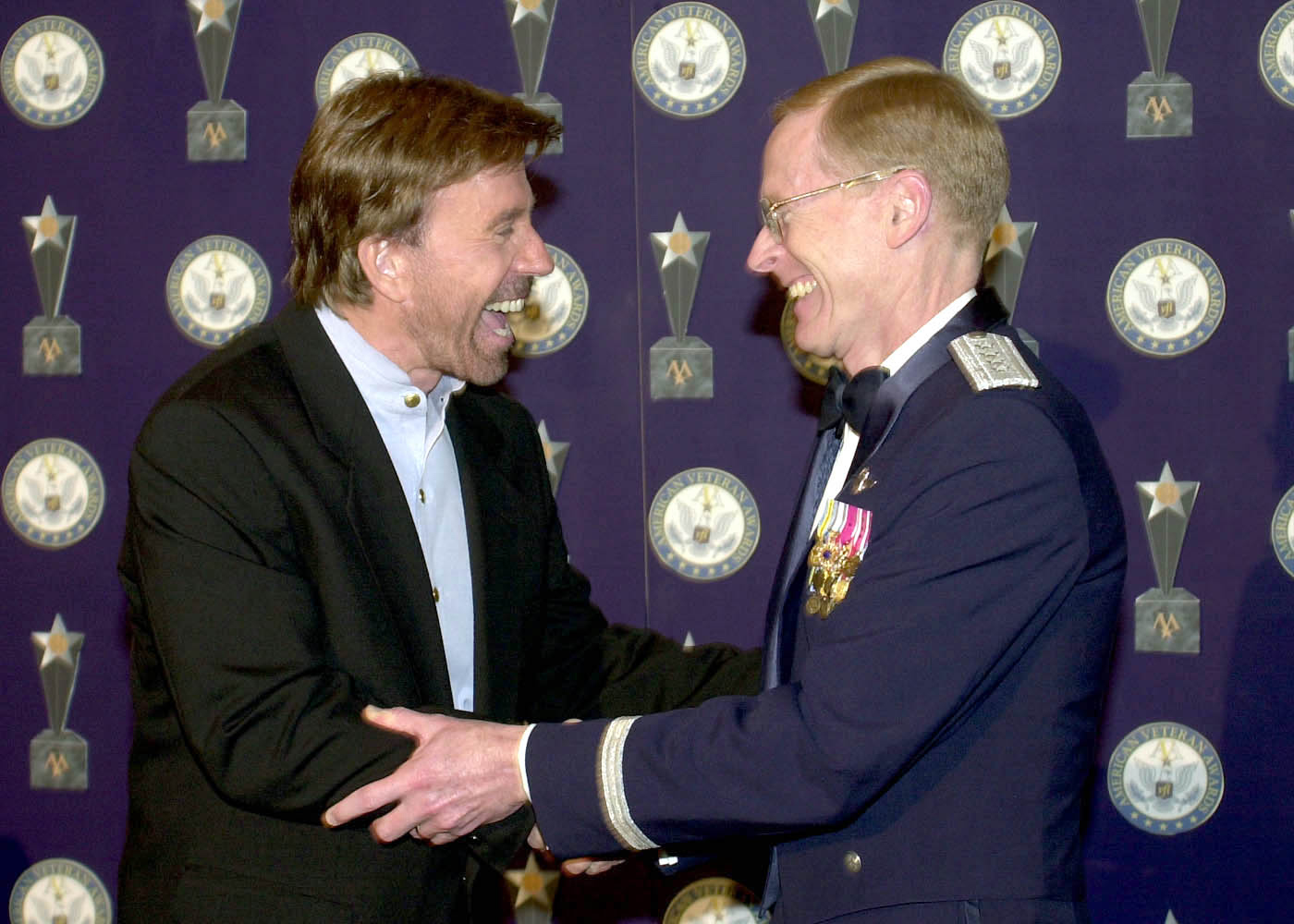
Chuck Norris con John W. Handy en diciembre de 2001.

Desde 2005, gracias a la parodia de Walker Texas Ranger que el comediante Conan O'Brien ejecutaba en The Tonight Show y a Ian Spector quien creó –The Vin Diesel Facts–, han proliferado por Internet una serie de chistes o memes sobre la inmortalidad y supuestos superpoderes de Chuck Norris, llamados Hechos de Chuck Norris (Chuck Norris Facts), presentándole como el tipo duro y ganador que acostumbra a interpretar en sus películas y series.
Norris se manifestó al respecto en el blog conservador WorldNetDaily en 2006. Considera buena parte de dichas bromas algo divertido, no sintiéndose ofendido. No obstante, aclara «Y en la historia de este planeta, sólo ha habido un verdadero superhombre. No soy yo.»

## Política
En el año 2007, utilizó su popularidad para apoyar al candidato a la nominación republicana para las elecciones presidenciales de EE. UU. en 2008, Mike Huckabee, mediante un vídeo promocional en el que aparecían ambos y Huckabee pronuncia algunas Verdades sobre Chuck Norris.

## Filmografía

### Cine
| Año  | Título                                  | Personaje                         | Notas                                        |
| ---- | --------------------------------------- | --------------------------------- | -------------------------------------------- |
| 1968 | The Wrecking Crew                       | Hombre en la casa de 7 Joys       | No acreditado. Extra                         |
| 1972 | The Way of the Dragon                   | Colt                              |                                              |
| 1973 | The Student Teachers                    | Maestro de karate                 | Cameo                                        |
| 1974 | Yellow Faced Tiger                      | Chuck Slaughter / Él mismo        |                                              |
| 1977 | Breaker! Breaker!                       | John David "J.D." Dawes           | También coreógrafo de pelea                  |
| 1978 | Good Guys Wear Black                    | Major John T. Booker              | También coreógrafo de artes marciales        |
| 1979 | A Force of One                          | Matt Logan                        | También coreógrafo de pelea                  |
| 1980 | The Octagon                             | Scott James                       | También coreógrafo de pelea                  |
| 1981 | An Eye for an Eye                       | Oficial Sean Kane                 |                                              |
| 1982 | Silent Rage                             | Sheriff Daniel "Dan" Stevens      |                                              |
| 1982 | Forced Vengeance                        | Jefe Joshua Harrin "Josh" Randall |                                              |
| 1983 | Lone Wolf McQuade                       | Ranger Jim "J.J." McQuade         |                                              |
| 1984 | Missing in Action                       | Cnel. James Braddock              |                                              |
| 1985 | Missing in Action 2: The Beginning      | Cnel. James Braddock              |                                              |
| 1985 | Code of Silence                         | Sgto. Eddie Cusack                |                                              |
| 1985 | Invasion U.S.A.                         | Agente Matt Hunter                | También escritor                             |
| 1986 | The Delta Force                         | Major Scott McCoy                 |                                              |
| 1986 | Firewalker                              | Max Donigan                       |                                              |
| 1988 | Braddock: Missing in Action III         | Cnel. James Braddock              | También escritor                             |
| 1988 | Hero and the Terror                     | Det. Danny O'Brien                |                                              |
| 1990 | Delta Force 2: The Colombian Connection | Cnel. Scott McCoy                 |                                              |
| 1991 | The Hitman                              | Det. Cliff Garret / Danny Grogan  |                                              |
| 1992 | Sidekicks                               | Él mismo                          | También productor ejecutivo                  |
| 1994 | Hellbound                               | Sgto. Frank Shatter               |                                              |
| 1995 | Top Dog                                 | Tte. Jake Wilder                  |                                              |
| 1996 | Forest Warrior                          | Jedidiah McKenna                  | Directo a vídeo                              |
| 2003 | Bells of Innocence                      | Matthew                           | Entrega limitada                             |
| 2004 | Dodgeball: A True Underdog Story        | Él mismo                          | Cameo                                        |
| 2004 | Birdie & Bogey                          | N/A                               | Entrega limitada. Solo productor ejecutivo   |
| 2005 | The Cutter                              | John Shepherd                     | Directo a vídeo. También productor ejecutivo |
| 2012 | The Expendables 2                       | Booker "el Lobo solitario"        |                                              |
| 2024 | Agent Recon                             | Capitán Alastair                  |                                              |

### Televisión
| Año       | Título                                         | Personaje                  | Notas |
| --------- | ---------------------------------------------- | -------------------------- | --- |
| 1986      | Karate Kommandos                               | Él mismo                   | Voz. 5 Episodios                                                                                                  |
| 1993      | Wind in the Wire                               | Él mismo                   | Película de televisión. Cameo                                                                                     |
| 1993-2001 | Walker, Texas Ranger                           | Ranger Cordell Walker      | 196 Episodios. También productor ejecutivo para 80 episodios. Historia para 5 episodios. Escritor para 1 episodio |
| 1994      | Walker Texas Ranger 3: Deadly Reunion          | Ranger Cordell Walker      | Película de televisión                                                                                            |
| 1998      | Logan's War: Bound by Honor                    | Jake Fallon                | Película de televisión. También historia y productor ejecutivo                                                    |
| 1999      | Sons of Thunder                                | Ranger Cordell Walker      | 4 Episodios. También productor ejecutivo para 6 episodios. Creador para 1 episodio                                |
| 2000      | Martial Law                                    | Ranger Cordell Walker      | "Honor Among Strangers"                                                                                           |
| 2000      | The President's Man                            | Agente Joshua McCord       | Película de televisión. También productor ejecutivo                                                               |
| 2002      | The President's Man: A Line in the Sand        | Agente Joshua McCord       | Película de televisión. También productor ejecutivo                                                               |
| 2003      | Yes, Dear                                      | Él mismo                   | "Jimmy and Chuck"                                                                                                 |
| 2005      | Walker, Texas Ranger: Trial by Fire            | Cap. Ranger Cordell Walker | Película de televisión. También productor ejecutivo                                                               |
| 2007      | Inside World Combat League                     | N/A                        | Película de televisión. Solo productor ejecutivo                                                                  |
| 2015      | The Goldbergs                                  | Él mismo                   | Voz. "Boy Barry"                                                                                                  |
| 2019      | Chuck Norris's Epic Guide to Military Vehicles | N/A                        | Especial de televisión. Solo productor ejecutivo                                                                  |
| 2020      | Hawaii Five-0                                  | Sgto. Major Lee Phillips   | "A 'ohe ia e loa'a aku, he ulua kapapa no ka moana", cameo                                                        |
| 2020      | TNA iMPACT! Wrestling                          | Él mismo                   | "Contenders Beware"                                                                                               |